# Wolga- en Donaudreef en omgeving
De Wolga- en Donaudreef en omgeving is een buurt in de wijk Overvecht in de stad Utrecht. In 2009 telde de buurt 4526 inwoners.

## Ligging
De buurt wordt begrensd door de spoorlijn Utrecht - Amersfoort, de Tiberdreef, de Moezeldreef, de Moldaudreef, de Albert Schweitzerdreef en de Darwindreef. Omliggende buurten/subwijken zijn Taag- en Rubicondreef en omgeving, Neckardreef en omgeving en Tuindorp.

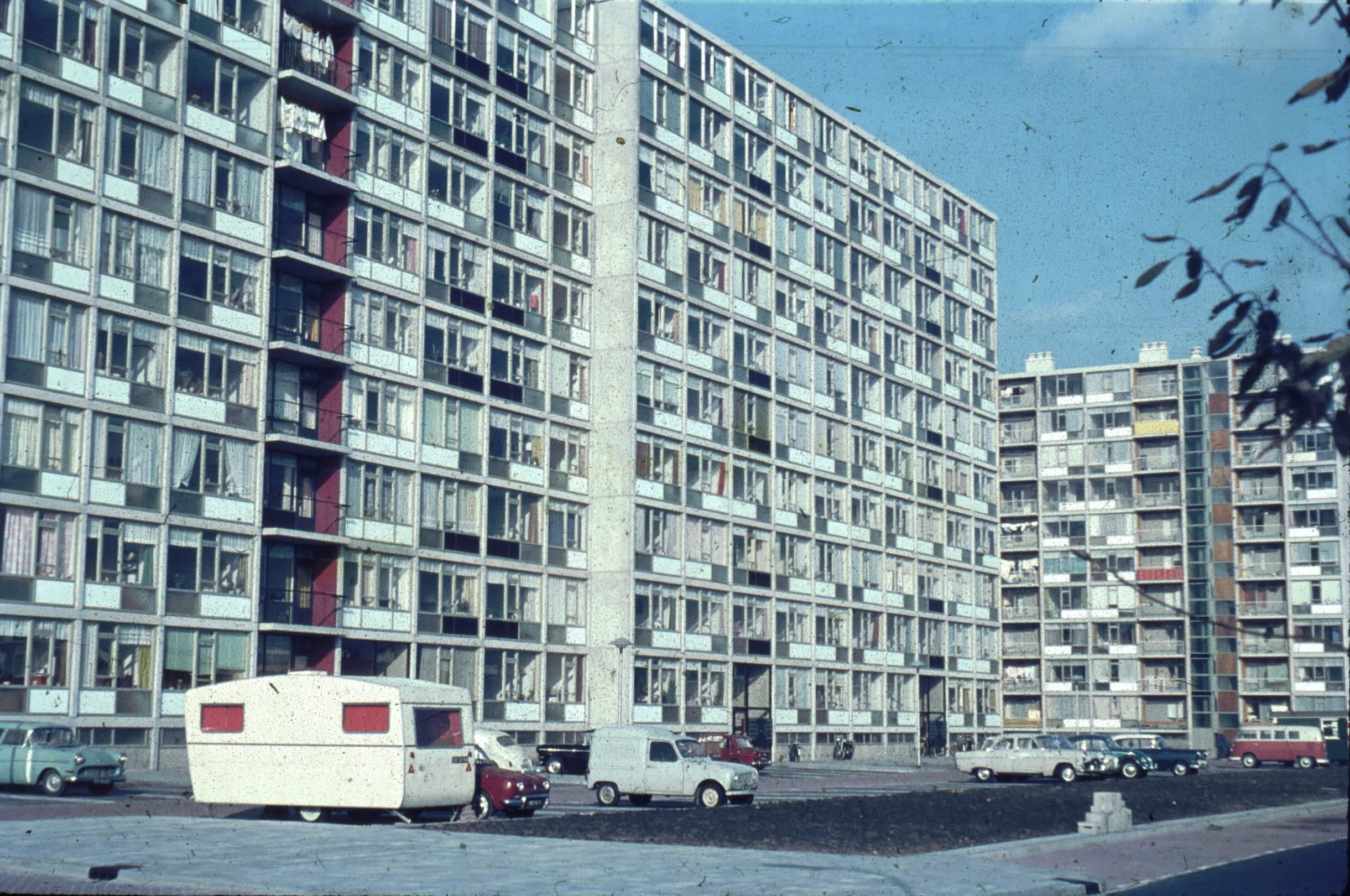
Apollodreef rond 1968